# Alansmia bradeana
Alansmia bradeana är en stensöteväxtart som först beskrevs av Paulo Henrique Labiak, och fick sitt nu gällande namn av Moguel och M. Kessler. Alansmia bradeana ingår i släktet Alansmia och familjen Polypodiaceae. Inga underarter finns listade.